# Pugled pri Starem Logu
Pugled pri Starem Logu este o localitate din comuna Kočevje, Slovenia.